# Stadio San Filippo – Franco Scoglio
Das Stadio San Filippo – Franco Scoglio ist ein Fußballstadion in der italienischen Stadt Messina auf Sizilien. Es ist die Heimspielstätte des Fußballvereins ACR Messina. Es bietet Platz für 38.722 Zuschauer.

## Geschichte
Das Stadion wurde am 17. August 2004 unter der Bezeichnung Stadio San Filippo mit dem Spiel FC Messina gegen Juventus Turin eingeweiht. Bereits 14 Jahre vorher war der Grundstein für das neue Stadion gelegt worden. Der Zufall wollte es, dass der FC Messina in der Vorsaison nach 39 Jahren wieder in die Serie A aufgestiegen war, damit konnte der Verein seine erste Spielzeit im neuen Stadion in der Serie A bestreiten.
Seit Februar 2016 trägt das Stadion zusätzlich den Namen des Trainers Franco Scoglio (1941–2005). Der volle Name lautet Stadio San Filippo – Franco Scoglio. Franco Scoglio trainierte dreimal die ACR Messina (1974–1975, 1980–1981, 1984–1988).

## Länderspiele
- 17. Nov. 2004:  Italien –  Finnland 1:1 (Freundschaftsspiel)